# Zoologia

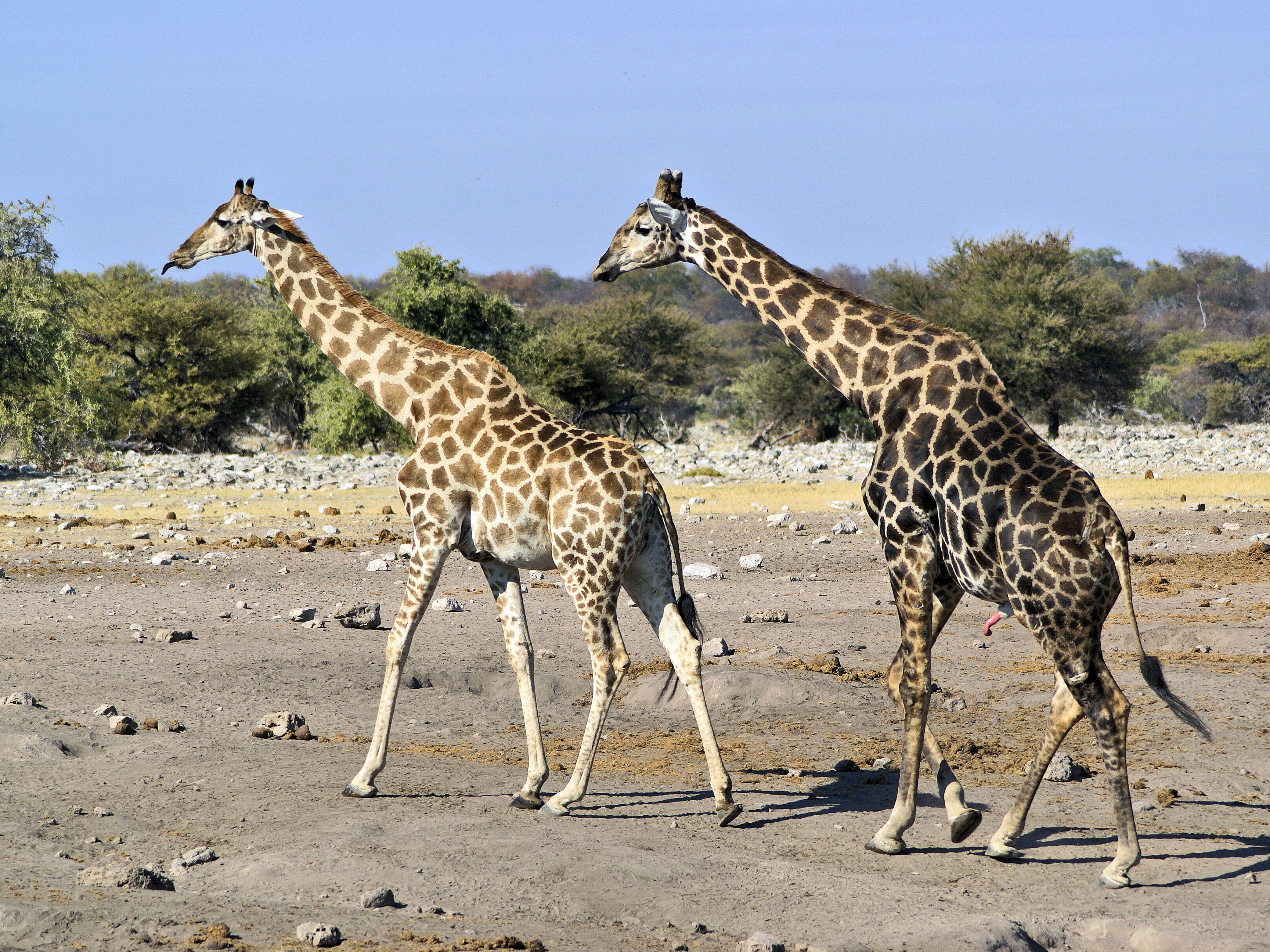
Due esemplari di giraffe (Giraffa camelopardalis), mammiferi caratterizzati da un collo lungo. L'origine e l'evoluzione del collo delle giraffe è stato un tema molto dibattuto durante la storia della zoologia.

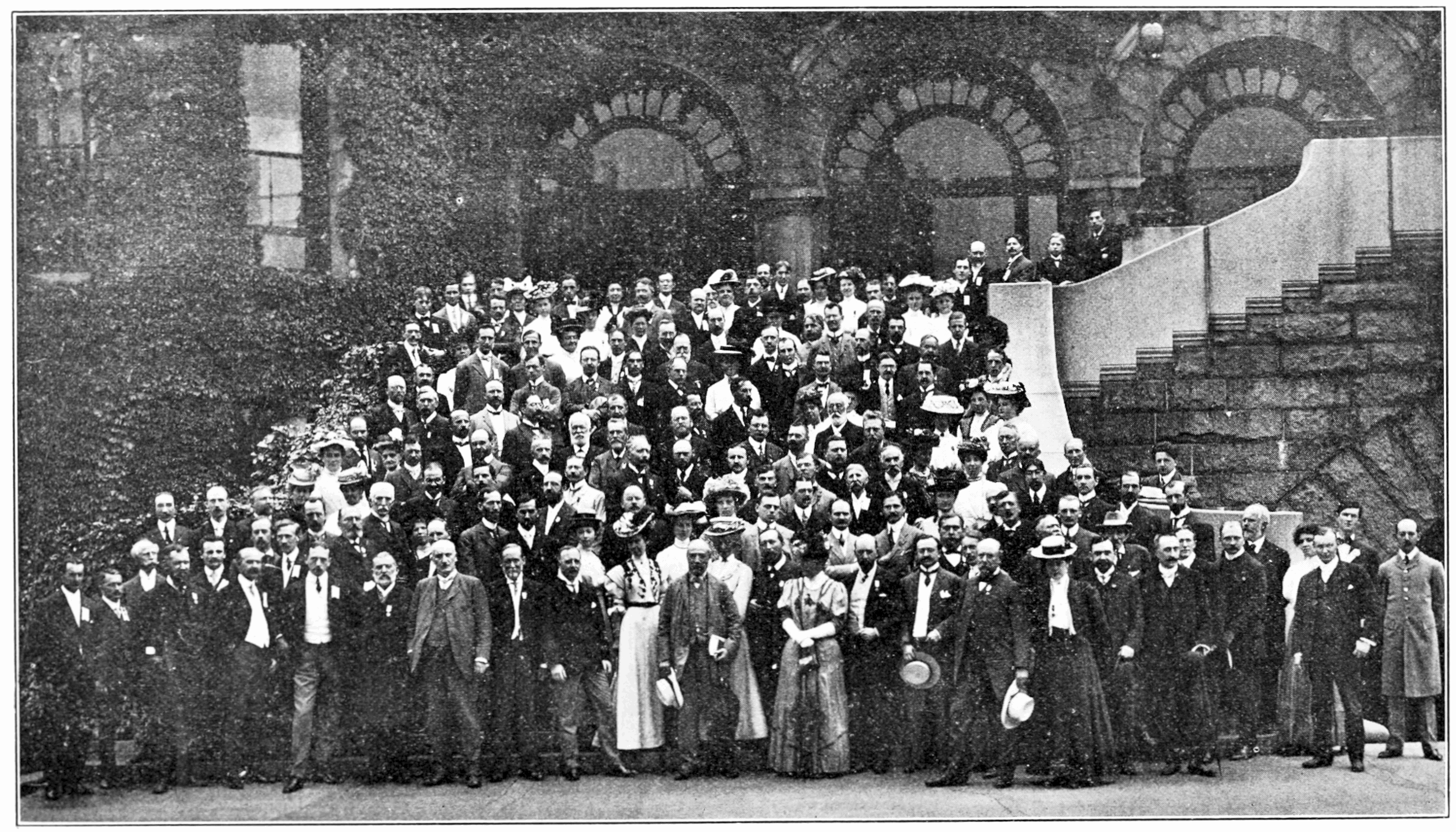
Congresso zoologico internazionale, New York (1907)

La zoologia (dal greco: zoon = animale; logos = studio), o biologia animale, è la disciplina biologica che si occupa dello studio degli animali (o metazoi) e dei protozoi. Questi ultimi, pur non essendo veri e propri animali, per somiglianze biologiche ed affinità filogenetica, in passato venivano considerati membri effettivi del regno animale e solo in seguito furono trasferiti al più accettato regno dei protisti.

## Storia

### Antichità

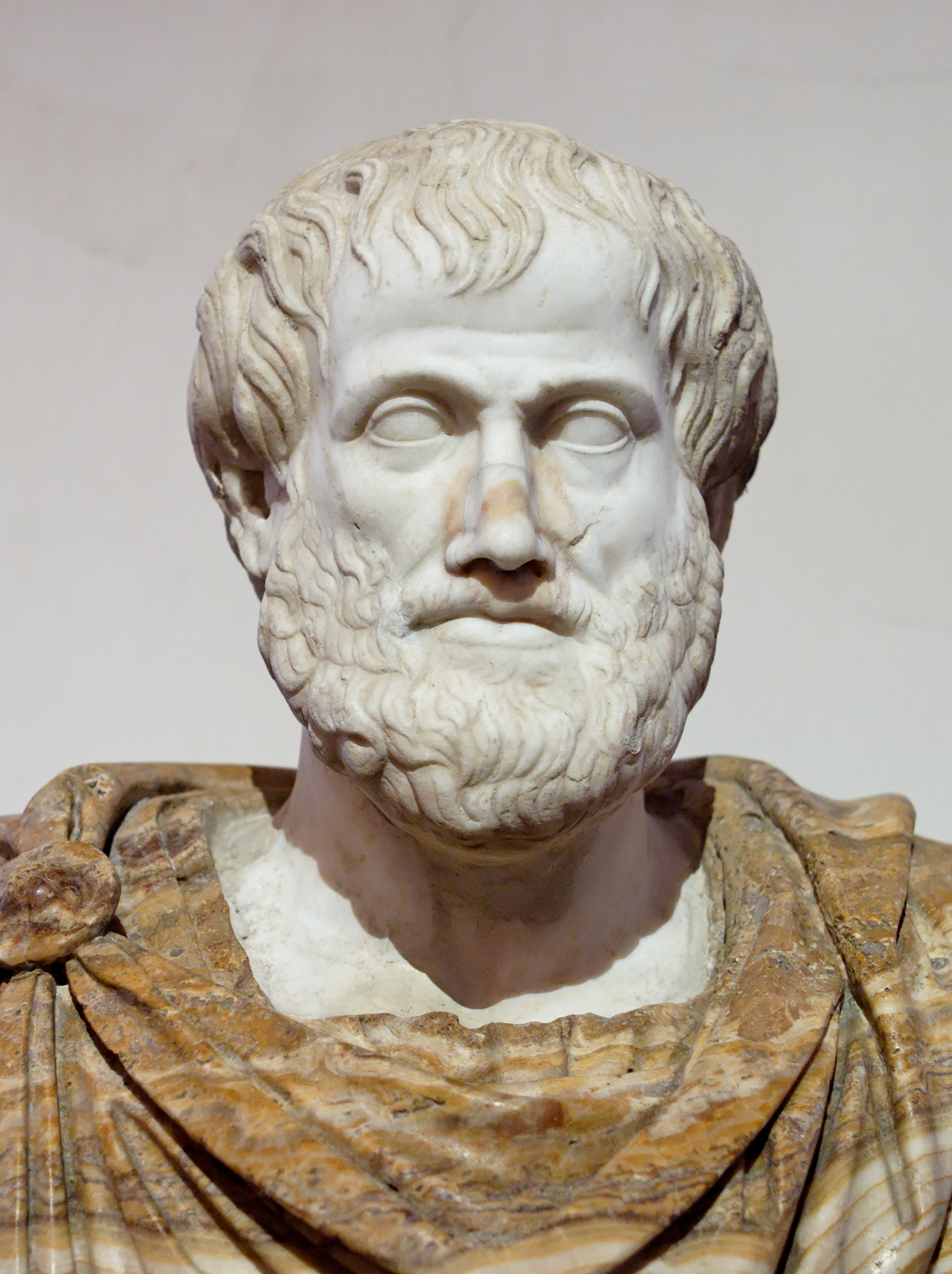
Aristotele, il padre della zoologia.

Pur essendo un campo che ha acquistato la propria coerenza di disciplina scientifica solo durante il XIX secolo, la zoologia esiste sin dall'antichità. Con gli studi di Aristotele, il padre della zoologia vengono fondate le prime basi di questa scienza, e con il suo "Historia animalium" (c. 343 a.C.), descrive quasi 600 specie di animali dell'Asia minore e dell'isola di Lesbo. Successivamente compila anche il De partibus animalium, che non è un trattato scientifico, ma solo una raccolta di dati. Anche Galeno con le sue numerose vivisezioni, soprattutto su scimmie e maiali (da lui considerati gli animali più simili all'uomo), contribuì allo sviluppo della zoologia.

### Dal pensiero medievale al Seicento

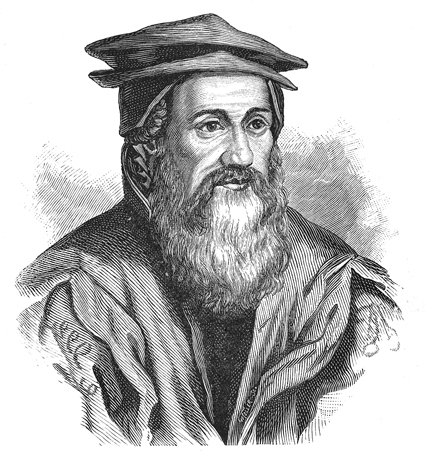
Conrad Gessner.

Nel medioevo, ma soprattutto nel rinascimento, la zoologia comincia ad acquistare le sue vere sembianze moderne, nonché interesse negli studiosi, grazie alle nuovissime specie scoperte durante i lunghi viaggi delle navi, attorno al mondo. Edward Wotton, con il suo De differentiis animalium (1553),  scrive 'la prima opera zoologica dei tempi moderni . Conrad Gessner, scrive il suo  Historiae animalium (1551), (basato in parte anche sulle osservazioni di Aristotele), e questo può essere considerato il primo vero manoscritto moderno sulla zoologia, anche se contiene in elenco, animali della mitologia e creature fantastiche. Con l'invenzione del microscopio poi, si scoprono organismi prima invisibili all'occhio, che vengono classificati comunque come animali (oggi noti come protisti).

### Età moderna
Siamo nel '800, e i grandi esploratori come Alexander von Humboldt studiano non più solo gli organismi nel singolo, ma le popolazioni nel complesso (nasce l'ecologia). E con la teoria dell'evoluzione Darwin-Wallace, la biologia prende la vera forma compatta di oggi, con le sue sottocategorie, come botanica, paleontologia, microbiologia e appunto zoologia, unite tutte dall'unico filo conduttore dell'evoluzione. È il Novecento e nascono finalmente anche le ultime branche dello studio degli animali, come ad esempio l'etologia, con Konrad Lorenz.

## Ricerca zoologica

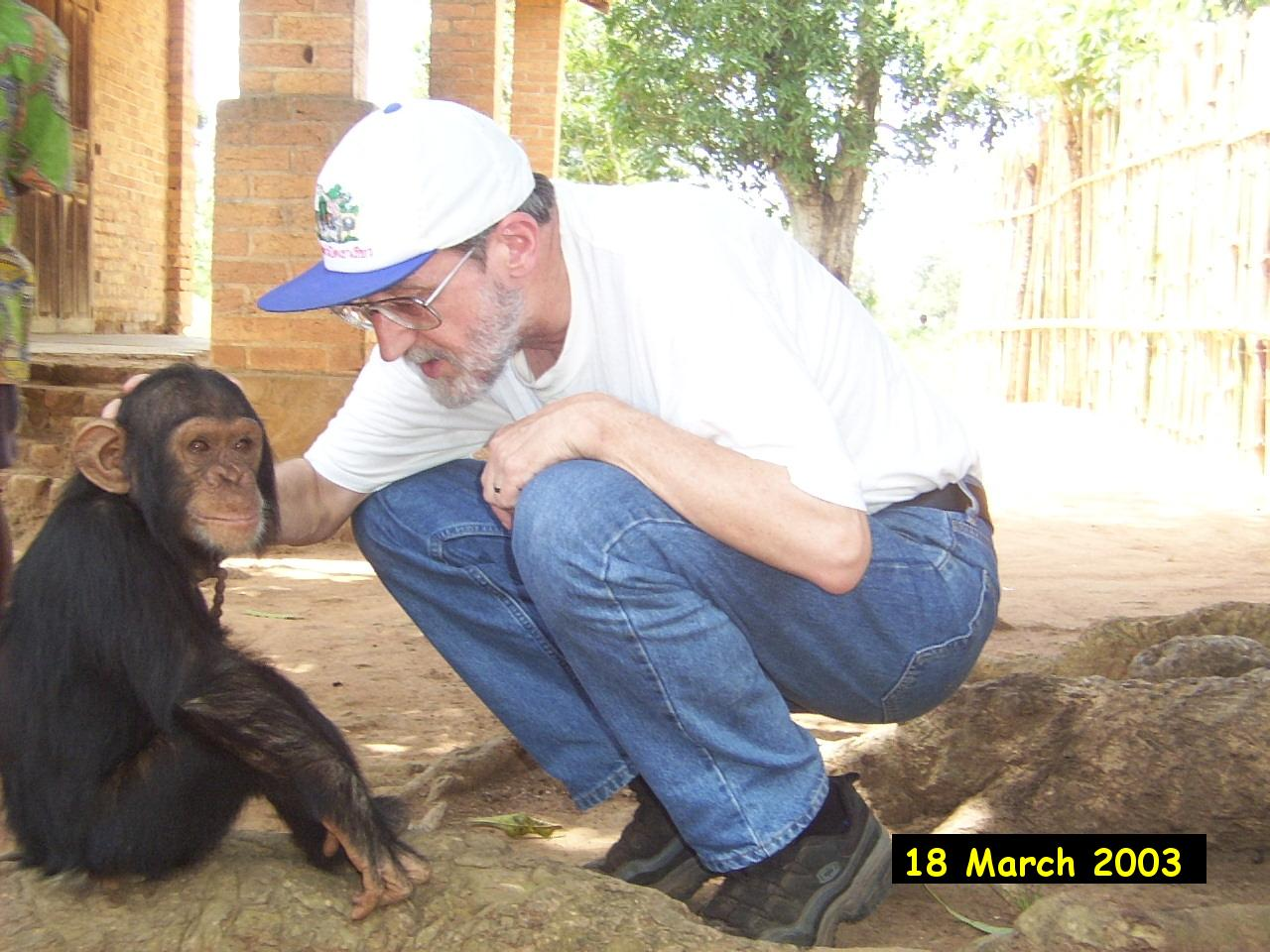
Colin Groves con uno scimpanzé

Come in tutti i campi biologici, gli animali possono essere studiati sotto vari aspetti, partendo dai livelli organizzativi più bassi (cellule e tessuti) a quelli più alti (dinamiche di popolazione e interazione biologiche). Oltre al fenotipo si può però analizzare anche il genotipo, stabilendo relazioni di parentela non solo intraspecifiche, ma anche e soprattutto interspecifiche. Gli animali del passato ormai, per la maggior parte, sono estinti, e per poter studiare anche loro, si ricorre non solo a conoscenze biologiche, ma si ricorre anche a quelle di tipo geologico, con l'interpretazione negli strati di roccia, dei fossili. Inoltre, essendo molti metazoi dotati di sistema nervoso, questi possono dare origine a comportamenti più o meno complessi, che possono essere anch'essi studiati.
Il passaggio dell'uomo dalle forme più arcaiche a quelle più moderne è il punto in cui finiscono le scienze naturali e cominciano quelle sociali. In questo caso l'antropologia è considerata una disciplina in cui contano molto anche le tematiche zoologiche.

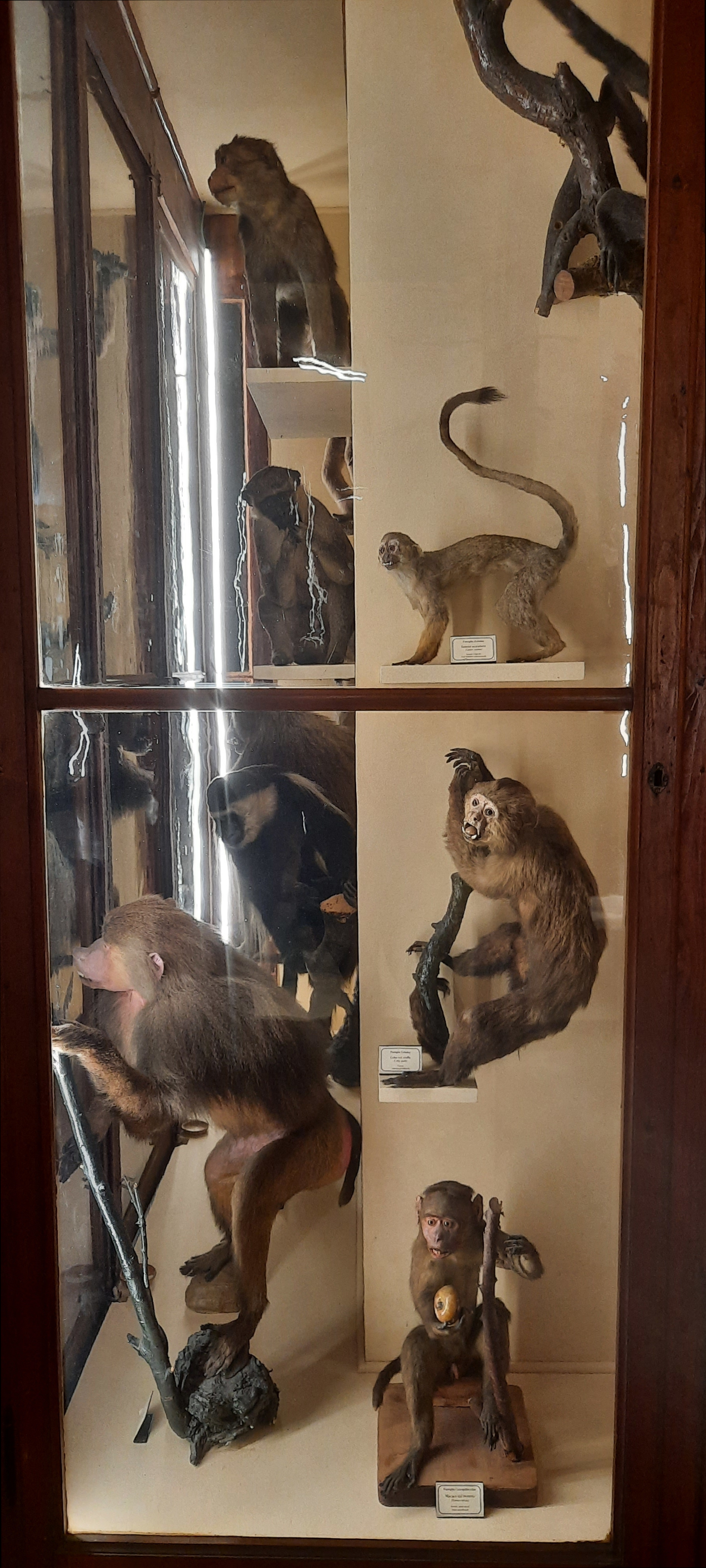
Palazzo dei Musei, Musei Civici di Reggio Emilia, sezione Zoologia

La sistematica zoologica è controllata dal codice internazionale di nomenclatura zoologica (acronimo in inglese ICZN), per evitare il caos di nomi e organismi che potrebbe crearsi qualora ogni studioso scegliesse i nomi di nuove specie scoperte, arbitrariamente. Essendo gli animali, un gruppo tassonomico estremamente ricco ed eterogeneo, non si poteva fare altrimenti.
I contributi che questa scienza ha fornito all'uomo sono innumerevoli. Da vivisezioni su animali ad esempio, si è potuto cominciare a capire come funzionasse il corpo umano, per analogia (scienziati come Andrea Vesalio e William Harvey ne fecero molte per questo motivo). Questo però avviene in parte ancora oggi, seppur con molte polemiche, con la sperimentazione dei farmaci sugli animali. Sebbene ciò, non si ricorre più alla vivisezione, ritenuta oltretutto illegale.

## Branche della zoologia
La zoologia, come numerose materie scientifiche, presenta numerose sottodiscipline, specializzate in ambiti diversi dello studio degli animali.

### Zoologia evoluzionistica

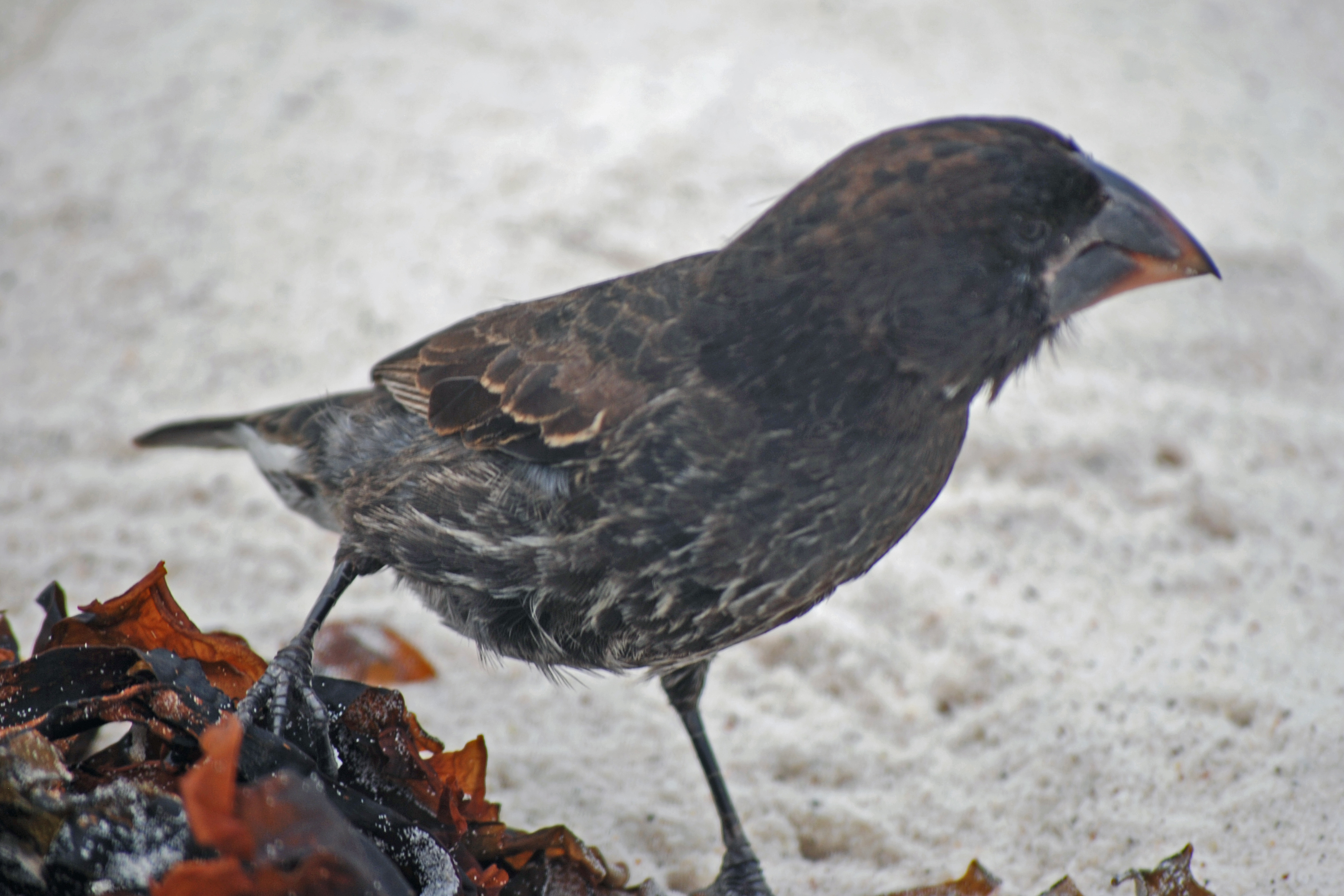
Nel suo viaggio alle isole Galapagos Darwin fu incuriosito dalle differenze morfologiche nei becchi dei fringuelli presenti nell'arcipelago. Da questa ed altre osservazioni, il naturalista inglese dedusse che negli organismi vi è un graduale modificarsi e diversificarsi nel tempo.

La zoologia evoluzionistica è la disciplina scientifica della biologia evolutiva che analizza l'origine e la discendenza delle specie animali, così come i loro cambiamenti, la loro diffusione e diversità nel corso del tempo. In questo ambito, fondamentali risultano gli studi fatti da Georges-Louis Leclerc de Buffon, Jean-Baptiste de Lamarck e soprattutto Charles Darwin, autore della celebre opera L'Origine delle Specie, in cui pose le basi dell'evoluzionismo moderno.

### Sistematica animale
La sistematica animale è la disciplina che si occupa della tassonomia degli animali, ossia dell'organizzazione e della categorizzazione del regno animale. Svolse un ruolo fondamentale nella classificazione degli animali il biologo svedese Carl Linnaeus.

### Embriologia animale e zoologia dello sviluppo
L'embriologia animale è la branca della zoologia e dell'embriologia che studia la formazione e lo sviluppo degli animali a partire dall'uovo fecondato attraverso tutte le trasformazioni (fasi o stadi) che l'embrione subisce per giungere a costituirsi in individuo adulto.

### Ecologia animale
L'ecologia animale è la branca della zoologia e dell'ecologia che si occupa delle interazioni tra gli animali e l'ambiente in cui vivono.

### Etologia
L'etologia è la branca della zoologia che studia il comportamento degli animali. Il pioniere dell'etologia moderna è Konrad Lorenz.

### Paleozoologia
La paleozoologia è la branca della zoologia e della paleontologia che studia gli animali estinti attraverso la ricerca e l'analisi di fossili.

### Veterinaria
La veterinaria è la branca della medicina e della zoologia che si occupa della salute degli animali.

### Criptozoologia
La criptozoologia è definita come lo studio di animali la cui esistenza non è, al momento, dimostrata da prove scientifiche ma è solo ipotizzata (da credenze antiche e moderne). Può essere applicata sia nel campo delle pseudoscienze, che alla zoologia più rigorosa.

### Per gruppi sistematici
- Protozoologia, studio dei protozoi
- Malacologia, studio dei molluschi
  - Teutologia, studio dei cefalopodi
- Nematologia, studio dei nematodi
- Elmintologia, studio dei vermi parassiti
- Artropologia
  - Aracnologia, studio degli aracnidi e scorpioni
    - Acarologia, studio degli acari e zecche

  - Carcinologia, studio dei crostacei
  - Entomologia, studio degli insetti
    - Melittologia
    - Coleopterologia
    - Dipterologia
    - Hemipterologia
    - Lepidopterologia
    - Mirmecologia
    - Ortopterologia
    - Tricopterologia
- Ittiologia, studio dei pesci
- Erpetologia, studio dei rettili e degli anfibi
  - Batracologia, studio degli anfibi
  - Ofiologia, studio dei serpenti
  - Saurologia, studio delle lucertole
  - Testudinologia, studio delle tartarughe
  - Ornitologia, studio degli uccelli
  - Crocodilologia, studio dei coccodrilli
- Mammologia, studio dei mammiferi
  - Cetologia, studio dei cetacei
  - Primatologia studio dei primati

### Altre branche
Generali:
- Anatomia comparata, studio comparativo dell'anatomia di vertebrati diversi
- Anatomia dei mammiferi, studio dell'anatomia dei mammiferi
- Etologia, studio del comportamento degli animali
- Fisiologia animale, in contrapposizione a quella vegetale
- Fisiologia comparata, comparazione della fisiologia di diverse specie animali
- Neuroetologia, neuroscienza animale
- Zoogeografia, studio della distribuzione delle specie nel territorio
- Zoomusicologia, studio dell'uso estetico della comunicazione sonora presso gli animali
- Zoosemiotica, studio del linguaggio degli animali

Miste:
- Antropologia, studio dell'uomo sotto diverse discipline
- Zootecnica, produzione e sfruttamento animale

## Divulgazione
Per sensibilizzare e informare il grande pubblico verso le tematiche zoologiche, sono nati col tempo, numerose associazioni e strutture per adempiere a tale scopo; alcuni esempi sono i giardini zoologici, le stazioni zoologiche, gli acquari pubblici, i musei di storia naturale, i safari ecc.
Sono stati scritti anche numerosi manoscritti di semplice divulgazione scientifica, enciclopedie degli animali, per non parlare di documentari girati in tutto il mondo (National Geographic Society, BBC).